# Савва Крыпецкий
Савва Крыпецкий (Савва Псковский, «Савва Ижорский») (ум. 28 августа 1495) — русский православный монах, основал Иоанно-Богословский Савво-Крыпецкий монастырь. Почитается как чудотворец, преподобный Русской православной церкви в Соборе Псковских святых. Память 10 сентября по новому стилю.

## Житие
Сведения о жизни его очень скудны. Родом серб. Известно, что некоторое время он жил на Афоне, затем перешёл в Псковскую область и подвизался сначала на Снетной горе, в Богородичной обители близ Пскова, затем — по реке Толве, в обители у преподобного Евфросина, и наконец удалился на совершенное безмолвие в Крыпецкую пустынь, в 15 верстах от Пскова. Прошло ещё несколько лет, и к преподобному Савве стали собираться ревнители пустынной жизни и вскоре была учреждена Крыпецкая обитель с храмом в честь Иоанна Богослова; но от игуменства Савва отказался. Обучая братию смирению и нищете наставлениями и жизнью своей, Савва воспитал в своей обители строгое подвижничество. Крыпецкой обители много благотворил управлявший Псковом князь Ярослав Оболенский, — он построил через болота к обители мост в 1400 сажен, доселе называемый Ярославовым.
Мирная кончина Саввы последовала 28 августа 1487 года (по одним сказаниям) или 1495 года (по указанию других). В соборном определении 1547 года нет имени преподобного Саввы Крыпецкого, но в этом году обретены под спудом его мощи; празднование памяти преподобного 28 августа установлено в 1554 году. Житие его имеется в списках XVI века.
В 1855 году для мощей святого Саввы была выполнена новая рака работы Федора Верховцева.